# Краев, Владимир Степанович
Владимир Степанович Краев (26 ноября 1937, Ленинград — 3 марта 2011, Санкт-Петербург) — советский военачальник, генерал-лейтенант.

## Биография
Родился в семье слушателя Военно-политической академии им. Толмачёва (впоследствии — Военно-политическая академия имени В. И. Ленина . По окончании академии отец был назначен комиссаром кавалерийской дивизии на Дальнем Востоке. В конце 1938 года он был арестован, осуждён как «враг народа» и провёл в лагерях почти 17 лет, выйдя на свободу в марте 1955 года.
В том же году Владимир окончил среднюю школу с серебряной медалью в городе Спасск-Дальний. По совету отца он подал заявление в Благовещенское военное училище. Сначала его не приняли как сына «врага народа», но в марте 1955 года после реабилитации отца (которому восстановили членство в КПСС и воинское звание подполковник) его заявление было принято.
В 1958 году окончил училище с отличием и был назначен командиром взвода 300-го гвардейского парашютно-десантного полка (г. Свободный), в 1959 году стал командиром взвода полковой школы, а в конце этого года был переведён в Дальневосточное общевойсковое училище (ДВОКУ).
В 1962 года поступил в Военную академию им. М. В. Фрунзе, которую окончил с золотой медалью в 1965 году.
С 1965 г. — командир батальона 226-го учебного парашютно-десантного полка (дер. Черёха) 44-й учебной воздушно-десантной дивизии, с декабря 1966 г. — первый заместитель командира 226-го учебного парашютно-десантного полка. С июня 1967 г. — первый заместитель командира 317-го гвардейского парашютно-десантного полка 103-й гвардейской воздушно-десантной дивизии (г. Витебск).
В 1968 году в звании капитана стал командиром 226-го учебного парашютно-десантного полка, досрочно получил звание майора. С 1970 г. — командир 108-го гвардейского парашютно-десантного полка 7-й гвардейской воздушно-десантной дивизии (г. Каунас) (с 1972 г. — бронедесантный полк). В 1972 г. был назначен первым заместителем командира 76-й воздушно-десантной дивизии (г. Псков).
В 1975 года, после двух лет учёбы в Военной академии Генерального штаба, был назначен командиром 7-й гвардейской воздушно-десантной дивизии. При нём здесь был построен аэродром для приёма военно-транспортных самолётов Ил-76 в Казлу-Руде, создан специальный учебно-боевой комплекс для подготовки десантников, построены защищённые и заглублённые пункты управления, дивизия была переведена на новую систему боевой подготовки, позволяющую сократить время готовности к боевому применению в 2-3 раза.
1978—1980 гг. — первый заместитель — член Военного совета 1-й гвардейской общевойсковой армии (г. Чернигов) Киевского военного округа.
1980—1985 гг. — командующий — председатель Военного совета 36-й армии (г. Борзя, Забайкалье).
С 1985 года — первый заместитель начальника Управления боевой подготовки Главного командования войск Южного направления (г. Баку), с 1987 года — первый заместитель начальника штаба Главного командования войск Южного направления. Январь - август 1988 года - исполнял обязанности начальника штаба Главного командования войск Южного направления.
С 29 февраля по апрель 1988 года — военный комендант города Сумгаита (Азербайджанская ССР) с полномочиями единоначального административного управления, отвечал за восстановление и поддержание общественного порядка в городе после Сумгаитского погрома.
1988—1991 гг. — первый заместитель начальника штаба Главного командования войск Западного направления (г. Легница, Польша). В 1990 г. был избран делегатом XXVIII съезда КПСС.
В августе 1991 г. после поражения ГКЧП ушёл в запас, занялся фермерством в Велижском районе Смоленской области.
17.12.1991 г. — 02.07.1992 г.— глава администрации Велижского района Смоленской области.
Июль 1992 г. — июнь 1993 г. — директор Департамента сельского хозяйства Смоленской области.
С июня 1993 по октябрь 1998 гг. — фермер, поставлял картофель и овощи на атомный подводный крейсер «Смоленск» и в военно-морской госпиталь Северного флота.
С ноября 1998 преподавал историю военного искусства в Смоленском военном университете войсковой ПВО ВС РФ. Публиковался в смоленских СМИ, столичных журналах «Новое время», «Огонёк», газетах «Аргументы и факты», «Комсомольская правда» и других.
Постоянно проживал в селе Гусино Краснинского района Смоленской области. Жена Лилия Павловна — врач. Дочь, двое сыновей-офицеров (выпускники РВВДКУ).
Награждён орденами Красной Звезды, «За службу Родине» III степени, 21 медалями (в том числе 7 — других государств). В ноябре 2013 г. награждён посмертно Медалью № 1 "Анатолий Лебедь".
Лауреат Государственной премии СССР в области науки и техники (1978). Этой награды он удостоен в числе группы офицеров и генералов ВДВ за разработку и создание учебно-боевого комплекса по подготовке десантников.
Похоронен 6 марта 2011 г. в Санкт-Петербурге на Ковалёвском кладбище.